# Raquel Diaz
Shaul Marie Guerrero (née le 14 octobre 1990 à El Paso, au Texas) est une catcheuse américaine.
Shaul Marie fait partie de la famille Guerrero, elle est la fille de Vickie et d'Eddie Guerrero.

## Carrière

### World Wresting Entertainment (2010-2012)

#### Territoires de développement (2010-2012)
Le 26 octobre 2010, elle signe un contrat avec la World Wrestling Entertainment et est envoyée à la Florida Championship Wrestling. Elle fait ses débuts en décembre 2010 en apparaissant au bord du ring pour un match pour le Championnat des Divas entre AJ et Naomi. Elle fait ses débuts sur le ring le 11 février 2011 à Gainesville, en Floride lors d'un house show de la FCW sous le nom de Raquel Diaz, lors d'un tag team match avec lala vs lili.
Elle est devenue le manager du catcheur Alexander Rusev, avant de rejoindre The Ascension, avec Conor O'Brian, Kenneth Cameron, et Tito Colón, elle les as tous managées[réf. nécessaire]. Le 15 décembre, Diaz bat Audrey Marie pour remporter le Championnat des Divas pour la première fois. Le 18 décembre, Diaz bat Aksana avec une Glory Bomb pour devenir Reine de la FCW. Lors du FCW du 4 mars 2012, elle gagne contre Audrey Marie et Sofia Cortez et conserve son titre des Divas. Lors du FCW du 15 avril, elle bat Audrey Marie pour conserver le Championnat des Divas. Lors du FCW du 6 mai, elle perd un Triple Threat Non-Title Match contre Audrey Marie et Paige, au profit de cette dernière. Lors du show du 15 avril, elle bat Audrey Marie et conserve son titre. La GM de la FCW Summer Rae désactive le titre de Reine de la FCW mais elle reste la championne des Divas de la FCW. Lors du FCW du 5 mai 2012, elle bat Raquel Diaz, Paige et Audrey Marie dans un match où le titre n'était pas en jeu. Lors du FCW du 27 mai 2012, elle gagne contre Paige par disqualification pour conserver le titre. Elle perd son titre contre Caylee Turner le 29 juin dans un House Show. À la suite de la fermeture de la FCW, elle est envoyée à la NXT, le nouveau territoire de développement de la WWE.
Raquel Diaz fait ses débuts à la NXT le 19 juillet, en battant Paige. Son second match fut une seconde victoire face à Audrey Marie. Le 27 septembre 2012, elle est libérée de son contrat par la WWE.

### Retour à la World Wrestling Entertainment (2013-2014)

#### Retour à NXT Wrestling et licenciement (2013-2014)
Elle effectue son retour à la WWE en septembre 2013. Elle travaille principalement dans les House Show de NXT en tant qu'annonceuse de ring.
Elle est licenciée de la WWE, le 30 avril 2014.

### All Elite Wrestling (2020)
En août 2020, elle est annonceuse pour le AEW Women's Tag Team Cup Tournament.

## Vie privée
Shaul Marie est mariée avec le catcheur Matt Rehwoldt, plus connu à la WWE sous le nom d'Aiden English. Ils se sont fiancés en décembre 2014, avant de se marier le 3 janvier 2016.[réf. nécessaire]

## Palmarès
- Florida Championship Wrestling
  - 1 fois FCW Divas Champion (le plus long règne)[3]
  - 1 fois Queen of FCW (dernière)